# الأكاديمية البريطانية لفنون السينما والتلفزيون
الأكاديمية البريطانية لفنون الأفلام والتلفزيون (BAFTA) هي منظمة خيرية في المملكة المتحدة تقيم جوائز سنوية تكرم فيها الأعمال المبدعة في مجال السينما والتلفزيون والمهن التلفزيونية وألعاب الفيديو، والرسوم المتحركة.

## المقدمة
أنشئت الأكاديمية البريطانية للأفلام خلال عام 1947 من قبل المخرجيين الكسندر كوردا، ديفيد لين، روجر مانفيل، لورنس أوليفيه، ايمريك بريسبيرغ، مايكل باول، كارول ريد (في وقت لاحق السير كارول ريد)، وشخصيات مهمة في مجال صناعة الأفلام. خلال عام 1958، اندمجت مع أكاديمية نقابة المخرجين و منتجي التلفزيون لتشكل جمعية لفنون السينما والتلفزيون، والتي أصبحت في نهاية المطاف الأكاديمية البريطانية لفنون السينما والتلفزيون خلال عام 1976
البافتا هي مؤسسة خيرية مستقلة مهمتها تهدف إلى «دعم وتطوير وتعزيز أشكال فن الصورة المتحركة، من خلال تحديد ومكافأة الممارسين المتميزين والملهمين وافادة الجمهور» كانوا يتلقون في كثير من الأحيان على تمويل من اليانصيب الوطني، وكذلك إعطاء التمويل للمؤسسات التعليمية البريطانية بالإضافة إلى احتفالات الجوائز رفيعة المستوى يدير (البافتا) برنامج على مدار السنة يتضمن أحداث تعليمية وعروض للأفلام والأمسيات التكريمية، ومقابلات، ومحاضرات ومناظرات مع رجال الصناعة الكبار. يتم تمويل (البافتا) من عضوية 6500 شخص ومن صناعة الأفلام والتلفزيون وألعاب الفيديو. المقر الرئيسي للبافتا في لندن على بيكاديللي، كما أن لديها مكاتب إقليمية في اسكتلندا، وفي ويلز، في نيويورك ولوس انجلوس.
في البداية كانت تعمل هذه الأجزاء الأربعة للأكاديمية كل واحدة مع علاماتها التجارية الخاصة بها (البافتا اسكتلندا، البافتا سيمرو، البافتا الساحل الشرقي والبافتا لوس انجلوس). خلال شهر يوليو 2010، تم ضم جميع فروع الأكاديمية معا كفريق واحد تابعة للبافتا بشكل كامل.
جوائز الأكاديمية تأتي في شكل قناع مسرحي صممها النحات الأمريكي ميتزي كونليف، بتكليف من نقابة المخرجين ومنتجي التلفزيون خلال عام 1955. أصبح شكل الجائزة رمزا منذ الاعتراف بها دوليا.
خلال شهر نوفمبر 2007 عرضت قناة ITV في المملكة المتحدة برنامج اسمه «عيد ميلاد سعيد البافتا» احتفالا بمرور 60 عاما على إنشاء البافتا.
ارتبط اسم الأكاديمية البريطانية بلفظ الملكية منذ أن رأس الأمير فيليب دوق ادنبره الأكاديمية الأولى للأفلام خلال الأربيعينات الميلادية. ترأس هذا المنصب أيضا أمير باتنبيرغ لويس مونتباتن والأميرة آن الابنة الوحيدة للملكة اليزابيث الثانية، وأحدث رئيس للأكاديمية هو الأمير ويليام.

## الجوائز
منذ عام 1948، قدمت جوائز البافتا للسينما، والتلفزيون والفيديو وترفيه الأطفال في انكلترا (لندن)، اسكتلندا (غلاسكو)، ويلز (سيمرو) وأمريكا (لوس انجلوس).

### الأفلام
حفل (البافتا) السنوي لتوزيع جوائز الأفلام يُعرف بحفل توزيع جوائز الأكاديمية البريطانية للأفلام. تمنح الأكاديمية مكافأة لأفضل عمل من أي جنسية يُعرض على شاشات السينما البريطانية خلال العام السابق. منذ عام 2008 أصبح يُقام الاحتفال في دار الأوبرا الملكية في كوفنت غاردن في لندن، بعد أن كان يُجرى سابقا في سينما أوديون ليستر سكوير الشهيرة منذ عام 2000. كان يُقام الاحتفال سابقا خلال شهري أبريل أو مايو ولكن منذ عام 2002 أصبح يُقام الاحتفال سنويا خلال شهر فبراير ليسبق جائزة الأوسكار.
لكي يترشح فيلم لجائزة (البافتا) يجب أن يعرض في السينما لعامة الناس وأن يتم عرضه في دور السينما البريطانية على الأقل قبل نهاية العام الذي يسبق الاحتفال بـ 7 أيام. الأفلام الطويلة من جميع البلدان تستطيع الترشح للجائزة باستثناء بعض الأعمال التي يسمح لها بالترشح للجائزة وهي الأفلام القصيرة والرسوم المتحركة يجب أن تكون بريطانية.

### التلفزيون
جوائز الأكاديمية البريطانية للتلفزيون تُقام سنويا في شهر أبريل أو مايو، ويجرى حفل جوائز المهن منفصلا في وقت لاحق خلال العام.
يشار لهذه الجوائز غالبا بـ (the BAFTAs) أو لتمييزها عن حفل جوائز الأفلام بـ «جوائز البافتا للتلفزيون» بدأ تقديم هذه الجوائز سنويا منذ عام 1954. تألف أول احتفال من ست فئات. حتى عام 1958، أصبحت تمنح من قبل نقابة منتجي التلفزيون والمخرجين.
من عام 1968 حتى عام 1997، كانت تُقام جوائز البافتا للسينما والتلفزيون في حفل واحد مشترك وكان يطلق عليها جائزة البافتا، ولكن لتسهيل العمل أصبحت تقام الاحتفالات منفصلة في حفلين منفصلين منذ عام 1998. جوائز الحرف التلفزيونية تقدم للمهن التقنية لهذه الصناعة مثل المؤثرات البصرية، والإنتاج، وتصميم الأزياء.
فقط البرامج البريطانية مسموح لها بالاشتراك في هذه الجوائز ويستثنى من ذلك عروض اليوتيوب التي يتم التصويت لها من قبل الجمهور أمّا ماعد ذلك فقط مسموح لمحطات التلفزيون وشركات الكابل في المملكة المتحدة بترشيح الأعمال وكذلك لشركات الإنتاج الخاصة التي تقدم برامج للقنوات. الأعمال الفردية يمكن ترشيحها من قبل الفنانين أنفسهم أو من هيئات الإذاعة. البرامج المرشحة يجب أن تكون بُثت مابين الأول من يناير إلى 31 ديسمبر من العام الذي يسبق حفل الجوائز.

### الأطفال
تُقدم جوائز الأكاديمية البريطانية للأطفال سنويا خلال شهر نوفمبر لتكريم الأفلام المصورة المتميزة المخصصة للأطفال. بدأ تقديم هذه الجائزة سنويا منذ عام 1969.
الأكاديمية لها تاريخ طويل في الاعتراف ومكافأة برامج الأطفال، فهي تقدم جائزتين منذ عام 1969 جائزة شعلة المعرفة للبرامج المدرسية وجائزة المهرج لبرامج الأطفال.
اعتبارا من عام 2010 أصبح حفل الجوائز يضم 19 فئة في الأفلام والتلفزيون وألعاب الفيديو ومحتوى الإنترنت.
منذ عام 2007 أضيفت جائزة تعتمد على تصويت الأطفال الذين تقل أعمارهم عن 14 عاما من خلال قناة CBBC المخصصة للأطفال، وهذه المبادرة للإلهام وتمكين الأطفال من إنتاج أفلام خاصة بهم وسرد قصصهم الشخصية.

### ألعاب الفيديو
أقرت لأول مرة جوائز ألعاب الفيديو والاعلام التفاعلي في حفل توزيع جوائز البافتا لعام 1998، ويعتبر هذا أكبر تغيير في الجائزة منذ ادخال جوائز التلفزيون من 30 عاما. من بين الألعاب الأولى الفائزة بهذه الجائزة لعبة (العين الذهبية 007) ولعبة (غران تورزمو) واللعبة الكوميدية (جوهرة العقل) عن التفكير الإبداعي، إذ تقاسمت هذه الألعاب الأضواء مع موقع أخبار بي بي سي على الإنترنت الذي فاز لأربع سنوات متتالية في فئة الأخبار. سمحت هذه الجوائز للأكاديمية الاعتراف بأنواع جديدة من وسائل الترفيه التي انخرط فيها الجمهور وأبدع وتحدى الترفيه التقليدي.
خلال عام 2003، نمى الترفيه التفاعلي بشكل كبير فأقامت الأكاديمية حفلين منفصلين أحدهما جوائز البافتا للألعاب الفيديو والآخر جوائز البافتا التفاعلية وظهر لهذا الفعل من الأكاديمية صدى واسع خصوصا مع فوز ألعاب قوية ببعض الجوائز مثل (هالو2) و (نصف الحياة2) الا أن البافتا أعادت الاحتفال لوضعه الطبيعي بعد حفلين فقط.
خلال عام 2006 أعلنت البافتا قرارها بإعطاء ألعاب الفيديو وضع متساو مع السينما والتلفزيون والاعتراف بأن ألعاب الفيديو لها أهميتها كشكل فني من فنون الصور المتحركة. في نفس العام تم إقامة الحفل في راوند هاوس الواقع على طريق تشوك فارم في شمال لندن في 5 أكتوبر وكان التلفزيون للمرة الأولى يبثه رقميا على قناة اي4 في 17 أكتوبر.
احتفالات 2009، 2010، 2011 و 2012 أقيمت في لندن بارك لين هيلتون وتم استضافته من قبل دارا أو برايين. تم تصويرها وبثها بشكل كامل على موقع البافتا الرسمي على شبكة الإنترنت.

### جوائز بريتانيا
بدأت البافتا بتقديم جوائز لوس انجلوس بريتانيا سنويا منذ عام 1989 وتقام خلال شهري أكتوبر/نوفمبر من كل عام. ووصف الحفل بأنه جسر بين هوليود والانتاجات البريطانية ومجتمعات الأعمال والترفية لايعطى في هذا الحفل جوائز لأفلام أو برامج تلفزيونية محددة وانما تعطى فقط للأفراد. خلال السنوات العشر الأولى، أعطيت جائزة واحدة في كل حدث، واسمه «جائزة بريطانيا للتميز في فيلم»، ولكن منذ عام 1999 زيدت أعداد الجوائز.
من ضمن الجوائز المقدمة «جائزة ستانلي كوبريك بريتانيا للأفلام المتميزة» التي تم تسميتها بهذا الاسم عام 2000 تكريما للمخرج الأمريكي ستانلي كوبريك.أيضا «جائزة جون شالزينقر بريتانيا للإخراج الفني المتميز» التي أضيفت عام 2003 تكريما للمخرج والممثل المسرحي جون شالزينقر.جائزة بريتانيا لفنان العام البريطاني، وجائزة ألبيرت آر بروكلي للمساهم في الترفيه المصور العالمية. وفي سنوات محدد في بعض الأمسيات تم إضافة «جائزة بافتا لوس انجلوس الإنسانية».
وقد تم بث العرض على شاشة التلفزيون في جميع أنحاء العالم، بما في ذلك شبكة تلفزيون الدليل في الولايات المتحدة.

### البافتا في سكوتلندا
البافتا في اسكتلندا هي فرع للأكاديمية مقرها مدينة غلاسكو يتم تمويلها من قبل المذيعين الأسكتلنديين. شُكلت خلال عام 1997، البافتا في اسكتلندا هو حفل توزيع جوائز سنوي لتكريم انجازات الفنانين والعاملين في إنتاج السينما الاسكتلندية والتلفزيون. جوائز البافتا في اسكتلندا منفصلة عن المملكة المتحدة البريطانية على نطاق جوائز أكاديمية التلفزيون وجوائز أكاديمية الأفلام البريطانية، على الرغم من أن الأفلام والبرامج التي تعترف بها البافتا في اسكتلندا يمكن أيضا أن تشترك في بعض الأحيان في حفل توزيع جوائز البافتا في المملكة المتحدة.
البافتا في اسكتلندا يقيم أيضا حفل سنوي يوزع فيه جوائز على المواهب الجديدة والناشئة تركيزا منه على المواهب الاسكتلندية في فنون الصورة المتحركة.

### البافتا سيمرو
البافتا في ويلز أو البافتا سيمرو هو جزء من الأكاديمية يقع في ويلز. شُكلت خلال عام 1991، يقيم حفل توزيع جوائز سنوي لتكريم إنجازات الفنانين والعاملين في إنتاج الأفلام والبرامج التلفزيونية التي في ويلز. جوائز البافتا سيمرو منفصلة عن المملكة المتحدة البريطانية على نطاق جوائز الأكاديمية البريطانية للتلفزيون وجوائز أكاديمية الأفلام، على الرغم من أن الأفلام والبرامج التي تعترف بها بافتا سيمرو قد تضم أيضا إلى جوائز البافتا الوطنية.

## الرؤساء ونواب الرئيس

### الرؤساء
1. صاحب السمو الملكي الأمير فيليب، دوق ادنبره (1959-1965)
2. المحترم لويس مونتباتن، (1966-1972)
3. صاحبة السمو الملكية الأميرة آن (1973-2001)
4. المحترم ريتشارد لورد أتينبورو (2001-2010)
5. صاحب السمو الملكي الأمير ويليام، دوق كامبريدج (2010 إلى الوقت الحاضر)

### نواب الرئيس
1. المحترم لورد واتينبورو (1973-1995)
2. المحترم ديفيد لورد بوتنام (1995-2004)
3. مايكل جراد (2004-2009)
4. دنكان كينورثي (2009 إلى الوقت الحاضر)
5. صوفي تيرنر لينج (2010 إلى الوقت الحاضر)

## روابط اضافية
- الموقع الرسمي
- موقع بافتا لوس انجلوس
- موقع بافتا ويلز
- موقع بافتا اسكتلندا
- موقع بافتا نيويورك
- صفحة جوائز البافتا على موقع IMDB